# Liste der Botschafter der Vereinigten Staaten in der Dominikanischen Republik
Der Botschafter der Vereinigten Staaten von Amerika in der Dominikanischen Republik ist der Botschafter der Vereinigten Staaten von Amerika in der Dominikanischen Republik.
Die Titel des Botschafters waren:
- 1884–1904: Chargé d’Affaires
- 1904–1911: Minister Resident/Consul General
- 1911–1943: Envoy Extraordinary and Minister Plenipotentiary
- 1943–dato: Ambassador Extraordinary and Plenipotentiary

## Botschafter
| Amtszeit  | Name                                          | Bemerkung                                                           |
| --------- | --------------------------------------------- | ------------------------------------------------------------------- |
| 1884–1885 | John Mercer Langston                          | Zeitgleich in Haiti akkreditiert, stationiert in Port-au-Prince     |
| 1885–1889 | John Edgar West Thompson                      | Zeitgleich in Haiti akkreditiert, stationiert in Port-au-Prince     |
| 1890–1891 | Frederick Augustus Washington Bailey Douglass | Zeitgleich in Haiti akkreditiert, stationiert in Port-au-Prince     |
| 1892–1893 | John Stephens Durham                          | Zeitgleich in Haiti akkreditiert, stationiert in Port-au-Prince     |
| 1893–1897 | Henry Maxwell Smythe                          | Zeitgleich in Haiti akkreditiert, stationiert in Port-au-Prince     |
| 1897–1904 | William Frank Powell                          | Zeitgleich in Haiti akkreditiert, stationiert in Port-au-Prince     |
| 1904–1907 | Thomas Cleland Dawson                         |                                                                     |
| 1907–1909 | Fenton Reuben McCreery                        |                                                                     |
| 1910      | Horace Greeley Knowles                        |                                                                     |
| 1910–1913 | William Worthington Russell                   |                                                                     |
| 1913–1915 | James Mark Sullivan                           |                                                                     |
| 1915–1925 | William Worthington Russell                   |                                                                     |
| 1925–1929 | Evan Erastus Young                            |                                                                     |
| 1930–1931 | Charles Boyd Curtis                           |                                                                     |
| 1931–1937 | Hans Frederick Arthur Schoenfeld              |                                                                     |
| 1937–1940 | Raymond Henry Norweb                          |                                                                     |
| 1940–1942 | Robert McGregor Scotten                       |                                                                     |
| 1942–1944 | Avra Milvin Warren                            |                                                                     |
| 1944–1945 | Ellis Ormsbee Briggs                          |                                                                     |
| 1945      | Joseph F. McGurk                              |                                                                     |
| 1946–1948 | George Howland Butler                         |                                                                     |
| 1948–1952 | Ralph H. Ackerman                             |                                                                     |
| 1952–1953 | Phelps Phelps                                 |                                                                     |
| 1953–1957 | William Townsend Pheiffer                     |                                                                     |
| 1957–1960 | Joseph Simpson Farland                        |                                                                     |
| –1960     | Henry Mark Valpey Dearborn                    | Chargé d’Affaires ad interim, Diplomatische Beziehungen abgebrochen |
| 1962–     | John Calvin Hill Jr.                          | Chargé d’Affaires ad interim, Diplomatische Beziehungen aufgenommen |
| 1962–1963 | John Bartlow Martin                           |                                                                     |
| 1964–1966 | William Tapley Bennett Jr.                    |                                                                     |
| 1966–1969 | John Hugh Crimmins                            |                                                                     |
| 1969–1973 | Francis Edward Meloy Jr.                      |                                                                     |
| 1973–1978 | Robert A. Hurwitch                            |                                                                     |
| 1978–1982 | Robert Lloyd Yost                             |                                                                     |
| 1982–1985 | Robert Anderson                               |                                                                     |
| 1985–1988 | Lowell C. Kilday                              |                                                                     |
| 1988–1992 | Paul D. Taylor                                |                                                                     |
| 1992–1994 | Robert Stephen Pastorino                      |                                                                     |
| 1994–1997 | Donna Jean Hrinak                             |                                                                     |
| 1999–2001 | Charles Taylor Manatt                         |                                                                     |
| 2001–2007 | Hans H. Hertell                               |                                                                     |
| 2007–2009 | P. Robert Fannin                              |                                                                     |
| 2009–2010 | Christopher Lambert                           | Chargé d’Affaires ad interim                                        |
| 2010–2013 | Raul Yzaguirre                                |                                                                     |
| 2013–2017 | James Walter Brewster Jr.                     |                                                                     |
| 2018–2021 | Robin S. Bernstein                            |                                                                     |
| 2021–     | Robert W. Thomas                              | Chargé d’Affaires ad interim                                        |